# Devinn Lane
Devinn Lane   (Newport Beach, 28 de març de 1972) és una actriu i realitzadora porno estatunidenca. La seva carrera com a actriu es va desenvolupar principalment entre els anys 1999 i 2004.

## Biografia

### Inicis
Era molt jove, tenia prou feines 16 anys, quan la Devinn va quedar embarassada. Decideix llavors treballar com a stripper per poder mantenir el seu fill. L'any 1996, quan ja porta gairebé sis anys treballant, li ofereixen posar en diverses revistes masculines. Apareix així a Premiere, Stuff o LA Weekly.

### Carrera com a actriu porno
L'any 1999 roda la seva primera pel·lícula realitzant una escena lèsbica. Aquest tipus d'escenes, serien les úniques que protagonitzaria durant els quatre primers anys de la seva carrera. Aquest mateix any Wicked Pictures es fixa en ella i li ofereix un contracte en exclusiva. A l'octubre és la noia del mes de la revista Penthouse. L'any 2003 el seu contracte és renovat. La renovació inclou el salt cap a escenes heterosexuals. L'any 2005, finalitzat el seu contracte decideix deixar les actuacions per enfocar la seva carrera cap a la direcció.

### Carrera com a directora
Devinn Lane debuta com a directora l'any 2002 quan encara era una "noia Wicked" a la pel·lícula Devinn Lane Show 1: Forbidden Zone. Fins a l'any 2005, de fet, compaginaria la seva feina com a actriu amb la tasca de realitzadora.
Ja desvinculada de Wicked Pictures fitxa en un primer moment per a la productora Shane's World, una productora totalment diferent a la de tota la seva vida i enfocada cap a un porno més gonzo i proper. Dirigeix així: Shane's World: Jamaican Vacation (2006) i Slumber Party 20 (2006).
Des de l'any 2007 és una freelance, la qual cosa li ha permès treballar per a diverses productores com ara; Metro, Sin City o New Sensations.

### Premis
- 2000 Premi AVN Millor Escena de masturbació per In Style
- 2002 Premi AVN Millor Actriu per Breathless